# Norman Alden
Norman Alden, geboren Norman Adelberg (* 13. September 1924 in Fort Worth, Texas; † 27. Juli 2012 in Los Angeles, Kalifornien) war ein US-amerikanischer Schauspieler und Synchronsprecher.

## Leben
Norman Alden diente während des Zweiten Weltkrieges in der United States Army. Mit Hilfe der G. I. Bill of Rights studierte er anschließend Schauspiel an der Texas Christian University. Anschließend spielte er mehrere Jahre am Theater, bevor er Mitte der 1950er Jahre vermehrt in kleineren Rollen in unterschiedlichen Fernsehserien auftrat. Als Schauspieler und Synchronsprecher wirkte er in fast 250 unterschiedlichen Film- und Fernsehproduktionen, wie etwa Der verrückte Professor (1963),  Tora! Tora! Tora! (1970) und Zurück in die Zukunft (1985). Im Alter von 82 Jahren zog sich Alden 2006 von der Schauspielerei zurück.
Am 27. Juli 2012 verstarb Norman Alden im Alter von 87 Jahren. Er hinterließ zwei Kinder aus seiner ersten Ehe mit Sharon Hayden, einen Enkel und seine Lebenspartnerin, mit der er 25 Jahre lang zusammen lebte.

## Filmografie (Auswahl)

### Film
- 1961: Tote können nicht mehr singen (Portrait of a Mobster)
- 1963: Der verrückte Professor (The Nutty Professor)
- 1963: Die Hexe und der Zauberer (The Sword in the Stone)
- 1964: Ein Goldfisch an der Leine (Man’s Favorite Sport?)
- 1964: Zwei erfolgreiche Verführer (Bedtime Story)
- 1965: Rote Linie 7000 (Red Line 7000)
- 1966: Die wilden Engel (The Wild Angels)
- 1967: Shanghai-Jack (First to Fight)
- 1968: Die Teufelsbrigade (The Devil’s Brigade)
- 1969: Das Geheimnis der Puppe (The Pigeon)
- 1969: Frei wie der Wind (Changes)
- 1969: Hochwürden dreht sein größtes Ding (The Great Bank Robbery)
- 1970: Tora! Tora! Tora!
- 1972: Ben
- 1972: Jede Stimme zählt (Stand Up and Be Counted)
- 1972: Kansas City Bomber (Round Up)
- 1972: Was Sie schon immer über Sex wissen wollten, aber bisher nicht zu fragen wagten (Everything You Always Wanted to Know About Sex * But Were Afraid to Ask)
- 1972: Wo tut’s weh? (Where Does It Hurt?)
- 1974: Hochhaus in Flammen (Terror on the 40th Floor)
- 1975: Die Hindenburg (The Hindenburg)
- 1977: Ich hab’ dir nie einen Rosengarten versprochen (I Never Promised You a Rose Garden)
- 1977: Zwei ausgebuffte Profis (Semi-Tough)
- 1980: Der Grenzwolf (Borderline)
- 1985: Fäuste aus Stahl (Heart of a Champion: The Ray Mancini Story)
- 1985: Zurück in die Zukunft (Back to the Future)
- 1986: Transformers – Der Kampf um Cybertron (The Transformers: The Movie)
- 1987: Straße nach Nirgendwo (Destination America)
- 1988: Sie leben (John Carpenter’s They Live)
- 1989: Das Geheimnis von Pier Sechs (Man Against the Mob: The Chinatown Murders)
- 1994: Ed Wood
- 1998: Patch Adams
- 2001: K-PAX – Alles ist möglich (K-PAX)

### Serie
- 1957: Corky und der Zirkus (Circus Boy, Folge The Marvelous Manellis)
- 1957–1958: Panic! (drei Folgen)
- 1959: Die Unbestechlichen (The Untouchables, Folge Tiefschlag für Ness)
- 1959–1960: Not for Hire (15 Folgen)
- 1963–1965: Mein Onkel vom Mars (My favorite Martian, zwei Folgen)
- 1965–1971: Ein Käfig voller Helden (Hogan’s Heroes, zwei Folgen)
- 1968–1972: Twen-Police (The Mod Squad, vier Folgen)
- 1972–1975: Die Straßen von San Francisco (The Streets of San Francisco, vier Folgen)
- 1974–1979: Barnaby Jones (zwei Folgen)
- 1976–1977: Imbiß mit Biß (Alice, zwei Folgen)
- 1976–1977: Mary Hartman, Mary Hartman (sieben Folgen)
- 1977–1981: Drei Engel für Charlie (Charlie’s Angels, drei Folgen)
- 1977–1978: Einsatz Petticoat (Operation Petticoat, drei Folgen)
- 1982–1983: Ein Colt für alle Fälle (The Fall Guy, zwei Folgen)
- 1983: Das A-Team (The A-Team, Folge 1x05 Wölfe in Uniform)
- 1984–1986: Der Denver-Clan (Dynasty, zwei Folgen)
- 1985–1986: Gnadenlose Jagd (Hunter, drei Folgen)
- 1986–1988: Mord ist ihr Hobby (Murder, She Wrote, zwei Folgen)